# فن التواصل
فن التواصل هو كتاب من تأليف ثيت نات هانه، المتبع لطائفة زِن اليابانية. نشَر ناشرو هاربر كولنز إل إل سي أفصل الكتاب التسعة في عام 2013. وفقًا لـ ثيت نات هانه، وبرغم الدور المتكامل للتكنولوجيا ومؤتمرات الفيديو والرسائل الهاتفية في حياتنا، فإننا ما زلنا نواجه صعوبة في التواصل، وفهم معاناتنا الداخلية. يعلّم ثيت نات هانه في هذا الكتاب، كيفية التواصل بثقة ووعي، مع أنفسنا أولاً، ومع من حولنا ثانياً.

## الغذاء الأساسي
نناقش في هذا الفصل دور الطعام في حياة الإنسان، ونؤكد هنا على أنه لا يقتصر على الأكل والشرب، وأن ما نراه ونسمعه ونلمسه ونشمه هو أيضًا طعام الإنسان. لذلك ينبغي لنا أن ننتبه إلى أن أنواع الطعام التي نستهلكها تحتوي على الرحمة واللطف. كتب ثيت نات هانه: عندما نقول شيئًا يغذينا ويرفع من شأن الناس من حولنا، فإننا نغذي الحب والرحمة. عندما نتحدث ونتصرف بطريقة تسبب التوتر والغضب، فإننا نغذي العنف والمعاناة معًا.

## التواصل مع نفسك
يشرحُ المعلمُ البوذي في هذا الفصل أهمية التواصل الواعي الذي نخلقه مع أنفسنا. وفقًا لـ ثيت نات هانه في عالم التكنولوجيا الحديثة، حتى وإنْ كنا دائمًا على الإنترنت، ونرسل الرسائل النصية ونعقد مؤتمرات الفيديو، فإنَ الشخص يشعر بالوحدة. عندما ندرك أننا نسير أو نجلس أو نفعل شيئًا بوعي، نبدأ في التواصل مع أنفسنا، وفي الوقت نفسه، يمكننا إنشاء تواصل رحيم مع الآخرين عن طريق إزالة الخوف والغضب من أرواحنا.
لدينا دائمًا وقت واحد على الأقل للتنفس قبل أن نرفع الهاتف أو قبل الضغط على إرسال رسالة نصية أو بريد إلكتروني. إذا فعلنا ذلك، فسنتمكن من إضافة المزيد من التواصل الرحيم في العالم.

## مفاتيح التواصل مع الآخرين
يكتب المؤلف في الفصل الثالث، أنه يمكن أن نتواصل مع الآخرين عندما نكون على دراية بأنفاسنا. في هذا الوقت، يمكننا أن نرى أن هناك بوذا داخل جميع الأشخاص الآخرين ويمكننا الاستماع إليهم برغبة عميقة. وفقًا للمؤلف، عندما يستمع الناس إلى بعضهم بعضًا بعمق، فإن معاناتهم تكون أقل ويفهمون بعضهم بعضًا.
"أساس الحب هو الفهم، وهذا يعني أولاً، إذا كان كل شيء يفهم المعاناة. كل واحد منا جائع للفهم. إذا كنت تريد حقًا أن تحب شخصًا ما وتجعله سعيدًا، فعليك أنْ تفهم أن هذا الشخص يعاني".

## ستة تعويذات من خطاب المحبة
كتب ثيت نات هانه في هذا الفصل من الكتاب، أن الشعور بالوحدة هو مجرد تصور ويقدم ستة تعويذات للتواصل الرحيم، وهو مفتاح الكلام المحب والاستماع العميق. وهي تشمل "أنا هنا من أجلك"، "أعلم أنك هناك وأنا سعيد"، "أعلم أنك تعاني، ولهذا أنا هنا من أجلك"، "أنا أعاني، الرجاء المساعدة"، "هذا سعيد لحظة" و"أنت على حق جزئيًا".

## عندما تنشأ الصِعَاب
يؤكد هذا الجزء على أهمية التنفس بوعي وفهم سبب الغضب؛ لأجل إدارة الغضب عند ظهور الصِعَاب. ووفقًا له، فإن قمع الغضب يمكن أن يكون خطِرًا. سوف ينفجر إذا جرى تجاهله.

## التواصل الواعي في العمل
يؤكد ثيت نات هانه في هذا الفصل على أهمية إنشاء مكان يمكن للمرء أن يتنفس فيه لبضع دقائق لعيش حياة مليئة بالوعي وتخفيف الضغط في مكان العمل. كتب أن المكالمة الهاتفية هي أيضًا دعوة للناس ليكونوا على دراية بما يفعلونه والتركيز على أنفاسهم:"عندما تمشي بيقظة، وتستمتع بكل خطوة تقوم بها، فإن هذا يشجع الآخرين على فعل الشيء نفسه، حتى لو كانوا لا يعرفون أنك تمارس اليقظة الذهنية".

## خلق مجتمع في العالم
ينصح المؤلف بممارسة الوعي لخلق مجتمع واعي، ويلاحظ أنه من الضروري البدء بالمجتمع؛ لتغيير العالم. التغيير المنهجي ممكن من خلال الطاقة الجماعية: "انظر إلى نفسك في المجتمع المحلي والمجتمع الذي بداخلك. هذه عملية لتغيير طريقة رؤيتك، وستغير كيفية التواصل ومدى فعاليته".

## تواصلنا هو استمرارنا
يكتب ثيت نات هانه في الفصل الثامن أن اتصالاتنا هي ما نقدمه للعالم وما نتركه وراءنا. نتواصل عندما نتحدث ونفكر ونتصرف. لذا فإن التواصل هو كارما، وكل اتصال يحمل توقيعنا.

## ممارسات التواصل الرحيم
تحدث المؤلف في الفصل الأخير عن التنفس اليقظ، مشيرًا إلى أنه عند العمل باستخدام جهاز كمبيوتر، ينبغي لنا أن نذكر أنفسنا بأخذ قسط من الراحة في ساعات معينة وممارسة التنفس الصحي الشهيق والزفير. في أثناء شرب الشاي، يجب أن نستمتع به ونستمع إلى الطفل الذي بداخلنا: "عندما نحتضن الطفل الجريح في داخلنا، فإننا نحتضن جميع الأطفال الجرحى من الأجيال الماضية".